# Campiglossa cicerbitae
Campiglossa cicerbitae är en tvåvingeart som först beskrevs av Erich Martin Hering 1951.  Campiglossa cicerbitae ingår i släktet Campiglossa och familjen borrflugor.
Artens utbredningsområde är Sverige. Inga underarter finns listade.